# Пион Виттмана
Пио́н Ви́ттмана (лат. Paeónia wittmanniána) — вид многолетних цветковых растений рода Пион монотипного семейства Пионовые (Paeoniaceae).

## Распространение и экология
В природе ареал вида охватывает Турцию, Закавказье и Иран.
Произрастает в горных лесах, на лесных опушках и полянах, среди кустарников, как в лесной, так и в субальпиской зоне.

## Ботаническое описание
Утолщения корня веретенообразные, бурые. Стебли высотой 100 и более см.
Листья сравнительно тонкие, перепончатые, дважды-трижды тройчатые, листовые доли обыкновенно обратнояйцевидные, к концам постепенно суженные, по краям цельные или слегка волнистые, с нижней стороны сизые, покрытые длинными согнутыми волосками.
Цветки жёлтые, желтоватые или желтовато-белые, диаметром около 8 см. Нити тычинок в нижней части тёмные; пыльники светло-жёлтые, дугообразно отвороченные.
Плоды голые. Семена чёрно-голубые.

## Классификация

### Таксономия
Вид Пион Виттмана входит в род Пион (Paeonia) монотипного семейства Пионовые (Paeoniaceae) порядка Камнеломкоцветные (Garryales).
|  |                                      |  |                                                              |                                                              |                               |  | ещё 12 семейств (согласно Системе APG III) |  |  |            |                   |
|  |                                      |  |                                                              |                                                              |                               |  |                                            |  |  |            |                   |
|  |                                      |  |                                                              | порядок Камнеломкоцветные                                    |                               |  |                                            |  |  |            | вид Пион Виттмана |
|  |                                      |  |                                                              | порядок Камнеломкоцветные                                    |                               |  |                                            |  |  |            | вид Пион Виттмана |
|  | отдел Цветковые, или Покрытосеменные |  |                                                              |                                                              | монотипное семейство Пионовые |  | род Пион                                   |  |  |            |                   |
|  | отдел Цветковые, или Покрытосеменные |  |                                                              |                                                              |                               |  | род Пион                                   |  |  |            |                   |
|  |                                      |  | ещё 44 порядка цветковых растений (согласно Системе APG III) | ещё 44 порядка цветковых растений (согласно Системе APG III) |                               |  |                                            |  |  | ещё 31 вид |                   |
|  |                                      |  |                                                              | ещё 44 порядка цветковых растений (согласно Системе APG III) |                               |  |                                            |  |  |            |                   |

### Представители
В рамках вида выделяют ряд подвидов:
- Paeonia wittmanniana subsp. macrophylla (Albov) Halda

- [syn.  Paeonia corallina macrophylla Albov]
- [syn.  Paeonia macrophylla (Albov) Lomakin]
- [syn.  Paeonia steveniana Kem.-Nath.]

- Paeonia wittmanniana subsp. wittmanniana

- [syn.  Paeonia abchasica Miscz. ex Grossh.]